# Инвалиди рада
Инвалиди рада су посебна категорија особа са инвалидитетом, код којих је ово стање произађло из губитка или редукције радне способности или специјално дефинисаних активности у једном кражем или дужем временском периоду, због хроничне болести или акутног оштећења изазваног штетним агенсима или повреде. 

## Дефиниција инвалида рада у међународном праву
Појам инвалид рада се нигде изричито не дефинише, нити у међународном нити у српском праву.
У документима Организације уједињених нација, посебно у Конвенцији о правима особа са инвалидитетом, користи се, углавном, међусобна комбинација израза инвалидност и особа са инвалидитетом, која је произашла из концепт који се развија и произилази из интеракције лица са оштећењима и баријера у понашању и окружењу којима се онемогућава тим лицима пуно и делотворно учешће у друштву равноправно са другима.
Дакле, делови тог концепта су, са једне стране, инвалидност као објективно чињенично стање, тј. као одређено дугорочно физичко, ментално или сензорно оштећење, а по ком основу је забрањена дискриминација, а затим, са друге стране, ради се о особи са инвалидитетом (са поменутим оштећењима), која се у интеракцији са окружењем среће са одређеним баријерама које тој особи отежавају ефективно учешће у свим сферама живота и рада, те које поменута забрана дискриминације штити и доводи у односе једнакости са другима.

У документима међународне организације рада, користе се изрази инвалид  (традиционално) и инвалидно лице. На пример, у свом првом документу посвећеном инвалидима - Препоруци бр.99 из 1955. годинеговори се о професионалној рехабилитацији инвалида. Према овој Препоруци инвалид је...
лице код којег су трајно (стално) умањени изгледи за добијање или одржање запослења. Инвалидност се оцењује, дакле, наспрам могућности да се добије и одржи посао. Инвалидност се везује превасходно за сферу рада.
Три деценије касније – 1983. године Међународне организације рада доноси Конвенцију бр.159 14 и
Препоруку бр.168 у којој се у појединим документима говори о професионалној рехабилитацији и запошљавању инвалидних лица, у којој... 
...у смислу Конвенције бр.159 (чл.1.) израз инвалидно лице значи лице чији су изгледи да обезбеди и задржи одговарајуће запослење, као и да напредује у њему, знатно смањени због прописно признате физичке или менталне мане. Треба подвући да се одредбе Конвенције односе и на све особе са инвалидитетом.

## Потпуна и умањена радна способност
Како се појам инвалид рада односи на лице које, због промена у здравственом стању, и у интеракцији са светом рада стекло одређене проблеме, његов статус карактеришу следећа обележја и елементи:
Потпуна неспособности за рад
Oдноси се на инвалиди код којих је наступила потпуна неспособност за рад, те као такви не могу радити на било ком послу.
Умањењени изгледа да се нађе и очува посао
Oдноси се инвалидима са умањеним радним способностима, који могу радити у складу са преосталом радном способношћу, али срећу се са проблемом умањених изгледа да нађу или одрже запослење.

## Узроци
Узроци због којих неко лице постаје инвалид рада могу бити:
Биолошки — задобијени по рођењу или услед повреде или болести у току живота.
Професионални  — стечени на раду и у везин са радом – повреда на раду, професионална болест.

## Социјална правда и радно-правназаштита
Сви наведени инвалиди рада уживају одговарајућу социјално-правну и радно-правну заштиту.

### Социјално-правна заштита
Социјално-правна заштита се односи на инвалиде рада који су потпуно неспособни за рад из разлога биолошке природе. Та заштита базира на основним начелима садржаним у Конвенцији Организације уједињених нација о правима особа са инвалидитетом. Начела ове заштите су следећа: 
- поштовање урођеног достојанства, индивидуална самосталност укључујући слободу властитог избора и независност особа,
- забрана дискриминације,
- пуно и ефикасно учешће и укључивање у друштво,
- уважавање разлика и прихватање особа са инвалидитетом као дела људске разноликости и човечанства,
- једнаке могућности,
- доступност,
- равноправност жена и мушкараца,
- уважавање развојних способности деце са инвалидитетом као и поштовање права деце са инвалидитетом на очување свог идентитета.[5]

### Радно-правна заштита
Радно-правна заштита се односи на лица која и поред тога што имају преосталу радну способност, спадају у категорију инвалид али са умањеном радном способношћу. Она може бити узрокована биолошке чиниоцима, или је професионалне природе.

Ови инвалиди у складу са законом могу да раде на одговарајућим пословима, према преосталој радној способности. 
Ту се отвара питање запошљавања таквих инвалида и очувања њиховог запослења. У смислу запошљавања инвалида и очувања њиховог запослења, у горе наведеним документима МОР-а, управо се говори о професионалној оријентацији, рехабилитацији и запошљавању инвалида. Прецизније речено, почев од Препоруке бр.99 и закључно са Конвенцијом бр.159 и Препоруком бр.168, перманентно се инсистира на томе да државе чланице МОР-а треба да утврде и спроводе националну политику о професионалној оријентацији, рехабилитацији и запошљавању инвалида. У тежишту ове политике укључене су одређене мере (и носиоци тих мера), предвиђене законом или другим прописима у складу са националним условима и праксом. Битно је подвући да ове мере треба ставити на располагање сваком инвалиду, без обзира на порекло и природу његовог инвалидитета и без обзира године старости, уколико то води оспособљавању инвалида да нађе и задржи одговарајуће запослење.